# Eichendorf
Eichendorf é um município da Alemanha, no distrito de Dingolfing-Landau, na região administrativa de Niederbayern, estado de Baviera.